# Alexander Kielland
Alexander Lange Kielland (Stavanger, 1849. február 18. – Bergen, 1906. április 6.) norvég regényíró. A realista regény egyik első és legjelentékenyebb képviselője a norvég irodalomban.

## Életpályája
Jómódú kereskedőcsaládból származott. Tanulmányait a krisztiániai egyetemen végezte, majd 1871-től mint téglagyár-tulajdonos egy ideig szülővárosában, később Párizsban és Koppenhágában élt. 1879-ben kezdte írói pályafutását. Eleinte a franciás iránynak hódolt, később azonban egészen a nemzeti irányba csapott át. 1891-ben Stavanger polgármesterévé hívták meg, ekkor felhagyott a regényírással és történelmi tanulmányokba mélyedt, melyeknek gyümölcse a Napoleónról szóló kétkötetes műve. A polgármesteri tisztséget 1902-ig töltötte be, ezután Moldéban volt kerületi főnök. Élete végén anyagi gondokkal küzdött, halálát szívbaj okozta.
Műveit éles szatíra jellemzi, amellyel honfitársai lelki ürességét és önző tulajdonságait ostorozza. Leginkább az angol kereskedők életét rajzolja, Garman és Worse c. regényében egy kereskedőház virágzását és bukását, a Worse kapitányban a kereskedelmi hajóscégek egyik típusát mutatja be erős, reális színekkel, a Méreg címűben a magoltató iskolai tanítás lélekölő voltát, a Hóban a papi gőgöt. Jakab c. regényében a műveletlen gazdag parasztról rajzolt élesvonalú képet. 

## Főbb művei
- Novelletter (Novellák, 1879)

### Regények
- Garman og Worse (1880)
- Arbeidsfolk (Munkásnép, 1880)
- Skipper Worse (Worse kapitány, 1882)
- Gift (Méreg, 1883)
- St. Han's Pest (1887)
- Jacob (Jakab, 1892)

### Drámák
- Trepar (Három pár, 1886)
- Bettys Formynder (Betty gyámjai, 1887)
- Professoron (A tanár úr, 1888)

Munkái közül magyarul megjelentek: Worse kapitány, fordította Szinnyei Otmár (Budapest, 1889); Méreg (Budapest, 1894); Elbeszélések (Budapest, é. n.); Garman és Worse (Budapest, 1906); ez utóbbi hármat Ritoók Emma fordította.